# Nils Hasselbom
Nils Hasselbom, född 1690, död 1764, var en svensk professor i matematik och vice lagman.

## Biografi
Nils Hasselbom inledde i juni 1712 sina studier som västgöte vid Uppsala universitet. År 1717 disputerade han pro exercitio under matematikprofessorn Johan Vallerius presidium över ämnet De potestatibus quantitatum (Om potenser och rötter). Universitetsbibliotekarien Eric Benzelius d.y., som var den person i Uppsala som var mest anlitad för privat undervisning i matematik och naturkunskap, föreslog år 1719 för landshövdingen Clas Ekeblad att Hasselbom skulle bli informator för hans två söner Clas och Christopher, vilket accepterades. År 1722 disputerade Hasselbom för magistergraden under matematikprofessorn Elof Steuch över ämnet De pharis (Om fyrar). Hasselbom promoverades samma år till magister och sökte professuren i matematik vid Akademin i Åbo. Konsistoriet i Åbo krävde publika prov av de tre sökande. Hasselbom avlade med kanslers tillstånd sitt prov i Uppsala på en avhandling kallad Theses de scientia mathematica in genere (Om matematikens företräden och nytta). Genom detta fick han också den filosofiska fakultetens i Uppsala förord. I mars 1724 utnämndes Hasselbom till professor i matematik i Åbo och i oktober höll han sin introduktionsoration där. Av allt att döma följde den 16 år gamle greve Clas Ekeblad med till Åbo för att auskultera vid hovrätten.
Efter freden i Nystad tillsatte kronan två kommissioner för att hjälpa upp det krigshärjade Finland. Den s.k. västra kommissionens område var Åbo och Björneborgs län, Åland och Tavastehus län och den inledde sitt arbete på sommaren 1725. Så gott som genast bad kommissionen Nils Hasselbom göra upp en karta över Åbo och Björneborgs län och uppdraget utvidgades sedan till att göra en karta över den tilltänkta ”durchfarten” eller sjöleden från de stora finska sjöarna längs Kumo älv till Bottenhavet.  På våren 1726 hann Hasselbom presidera över sina tre första disputationer i Åbo.  Därefter reste han över till Sverige för att tillbringa sommaren och för att driva Akademins ärenden vid 1726–1727 års riksdag. I maj 1727 meddelade Hasselbom Akademin att han i greve Ekeblads sällskap skulle resa till utrikes orter.  Ekeblad och Hasselbom skrevs i oktober in i matrikeln vid universitetet i Halle, där den tyske vetenskapsfilosofen på modet Christian Wolff då verkade. Senare gick färden till Holland, där Hasselbom studerade hur slussar konstruerades och byggdes.  Hasselbom återvände till Sverige år 1730 och han fick uppdraget att närmare undersöka ”durchfarten” i Finland.  Han inledde sin första resa till finska inlandet i november 1730 och i april 1731 lämnade han sin rapport till kommerskollegium. Han föreslog att slussarna skulle byggas av sten, han gav ett kostnadsförslag och uppskattade byggnadstiden till tre eller fyra år. Förslaget accepterades inte helt och han sändes på en ny expedition i maj 1731.
På våren 1732 återvände Hasselbom på allvar till de akademiska sysslorna. Han åtog sig olika administrativa uppdrag, bland annat som rektor. Han publicerade Akademins almanackor på finska och presiderade över flera avhandlingar. Redan sommaren 1733 sändes han på en resa till inlandet för att undersöka det norra alternativet till en sjöled från Päijänne till Tammerfors. På sensommaren 1734 reste han till Stockholm, dels för att sköta Akademins bokinköp, dels för att avge rapport om durchfarten till kommerskollegium och ständer. Kostnaderna hade pressats till en tredjedel från tidigare beräkningar men det var fortfarande dyrt och tanken uppkom att i stället bygga en kanal från Päijänne till Finska viken med Helsingfors som utskeppningshamn. Hasselbom delade under de följande åren sin uppmärksamhet mellan det akademiska uppdraget och durchfartsprojektet. Hösten 1740 kallades han till huvudstaden för att redogöra för projektet och för att för Akademins räkning förhandla om dess lönebudget. I maj 1741 lämnade han sitt memorial om durchfarten till kommerskollegium. Ständerna godkände på sommaren 1741 Hasselboms plan för en kanal från Päijänne söderut men överlät saken till riksrådet. Hattarnas ryska krig bröt ut samma sommar och sköt upp planens förverkligande. Följande sommar valdes han till rektor för Akademin och ledde därmed evakueringen av Akademins egendom.  År 1742 invaldes Hasselbom i Svenska Vetenskapsakademien på grund av sina förtjänster vid utvecklandet av sjöfarten inrikes. Han var aldrig aktiv där och hörde därför till de första fyra som 1748 uteslöts ur Vetenskapsakademin. Efter fredsslutet i augusti 1743 återkom han till Åbo och återupptog sitt rektorat. Han fortsatte också med sina akademiska uppdrag till år 1748 och representerade Akademin vid 1746–1747 års ständermöte.
Nils Hasselbom var en tidstypisk professor då han i sin undervisning lärde ut matematikens grunder och gav studenterna en uppfattning om vart vetenskapen var på väg. Han bedrev ingen aktiv forskning utan hans vetenskapliga inriktning framgår av de 23 dissertationer som han presiderade över under tiden i Åbo. Gemensamt för dem är att de behandlade aktuella ämnen i den internationella diskussionen.  Redan på 1720-talet presiderade Hasselbom över avhandlingar som representerade Christian Wolffs filosofiska tänkande, bland andra en som behandlade den experimentella och matematiska metodens användning i filosofin.  Bland de många avhandlingarna från år 1732 fanns en som behandlade Guds geometri, dvs. en himmelsk mekanik i Isaac Newtons anda. En annan behandlade Wolffs lära om olika typer av kunskap, den historiska (empiriska), den filosofiska och den matematiska. En tredje behandlade källors ursprung men även elasticitet, framställning av pottaska och termoluminiscens. Alla dessa var högaktuella i den vetenskapliga världen.  En avhandling från 1745 härledde lagarna för ljusets dispersion och refraktion och utgjorde en hyllning till Newton och hans uppfattning om Gud som den grundläggande orsaken till alla fysikaliska fenomens. 
Sommaren 1748 fick Hasselbom åter ett offentligt uppdrag, att delta i seglationskommissionen för Österbottens län.  Vid samma tid utsågs han till vice lagman i Söderfinne lagsaga. Han hade allt mer börjat intressera sig för juridik och hade tröttnat på att göra upp planer som aldrig förverkligades. Formellt kvarstod han som professor men tjänsten sköttes av andra. På hösten 1757 anhöll han om avsked från lagmanskapet och från professuren. Han hade på sina resor i inlandet dragit på sig en obotlig bröstfluss och orkade inte längre med de tingsresor som tjänsten förutsatte. Konsistorium rekommenderade att han beviljades en lagmanstitel vilken han också fick.  Nils Hasselbom avled i bröstvärk år 1764 och begravdes i Åbo domkyrka.

## Familj
Nils Hasselbom var son till bonden Nils Larsson på Backor hemman i Vilske-Kleva socken i Västergötland. 
Han gifte sig första gången år 1730 med Sara Meurman (1706–1733), dotter till bankokommissarien Johan Meurman och Anna Rozelia. Hennes tre systrar var också gifta med professorer i Åbo, vilket ofta ledde till jävsproblem i konsistoriet. Han gifte sig andra gången 1734 med Helena Lagerflycht (1698–1771). Hon var dotter till vice landshövdingen i Västerbotten Carl Paulin, adlad          Lagerflycht,, och Maria Festing.
Hasselbom köpte år 1756 Kankas gård i Masku och lät återuppbygga det förfallna stenhuset i två våningar med pyramidtak.

### Son med Sara Meurman
- Nils, adlad Fredensköld[10] (1731–1792), hovrättsråd.

## Publikationer
- Avhandlingar för vilka Nils Hasselbom har varit respondent